# Neomyia sperata
Neomyia sperata är en tvåvingeart som först beskrevs av Walker 1859.  Neomyia sperata ingår i släktet Neomyia och familjen husflugor. Inga underarter finns listade i Catalogue of Life.